# Cap Foulwind

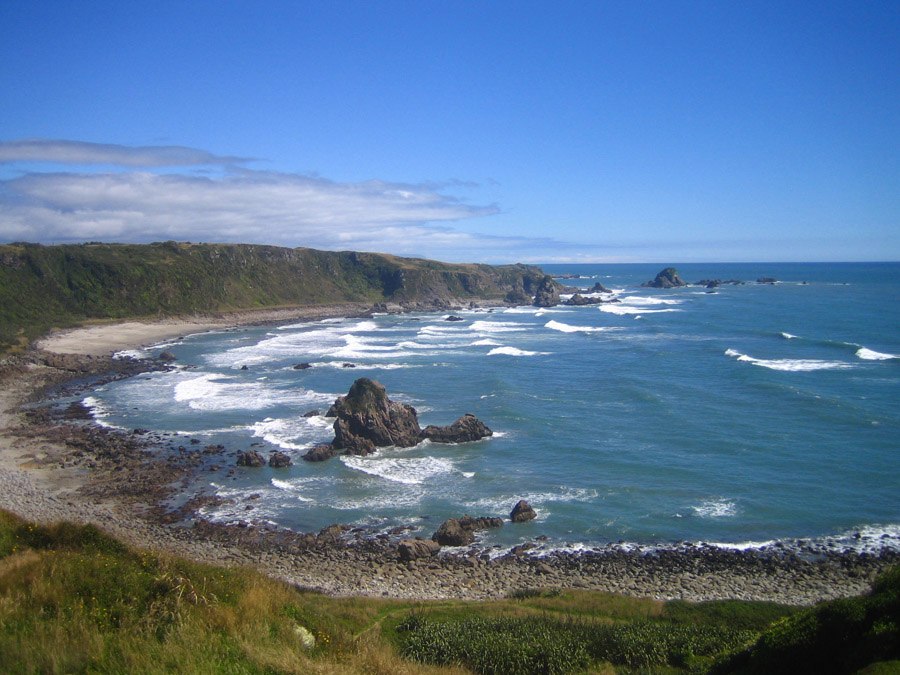
Cap Foulwind

Le cap Foulwind (en anglais  Cape Foulwind) est un  promontoire proéminent de la région de la West Coast, situé dans l’Île du Sud de la  Nouvelle-Zélande et dominant la Mer de Tasman. 

## Situation
Il est localisé à dix kilomètres à l’ouest de la ville de Westport.

## Toponymie
Il fut précédemment nommé Rocky Cape par Abel Tasman, le premier Européen qui le vit en 1642. 
Le nom actuel fut attribué à ce promontoire par l’explorateur anglais James Cook en 1770  après que son bateau: l’HM Bark Endeavour' soit resté 'scotché' à distance de la berge à ce niveau .

## Faune

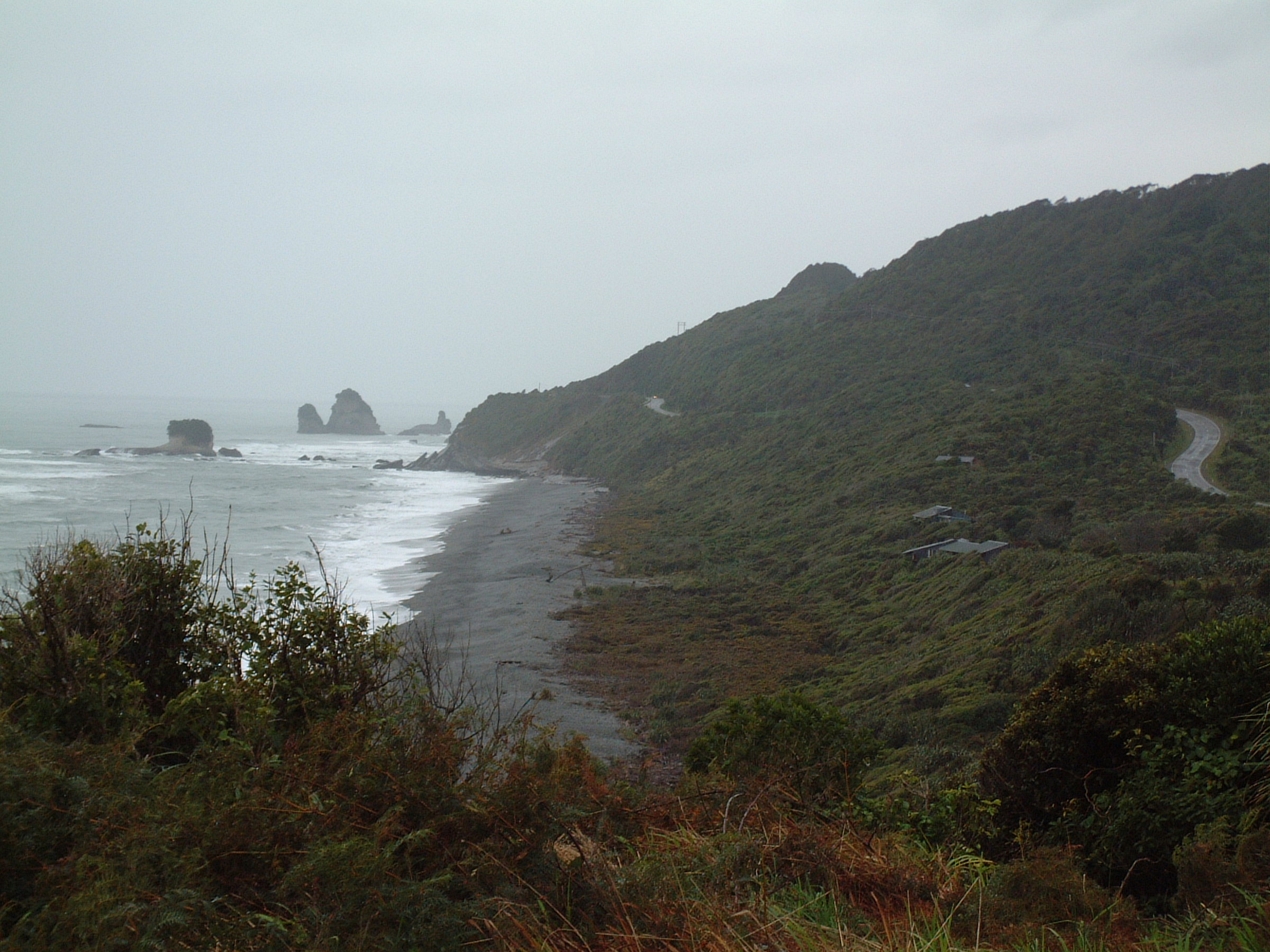
Zone proche des colonies d’Otaries à fourrure Arctocephalinae

La baie de Tauranga au niveau de cap Foulwind est le refuge d’une colonie d’Otaries à fourrure dites Arctocephalinae . 
Elle est accessible par un chemin de randonnée en bon état .
Ce sentier, le Cape Foulwind Walkway traverse une étendue de zone agricole et longe le bord d’un escarpement côtier spectaculaire. 
Le chemin de randonnée s’étend de la route de Cap Foulwind  jusqu’à la baie de Tauranga Bay. 
Le temps moyen pour la promenade est d’approximativement d’1,5 heure.
En dehors des Dauphin d’Hectors ( Cephalorhynchus hectori) endémiques ici, plusieurs espèces de dauphins comprenant des Orques (Orcinus orca) peuvent être observés tout autour de cette zone. 
Bien qu’en petit nombre, les baleines telles que les Baleines franches australes ont commencé à faire un retour lent dans la région au décours de l’arrêt de la chasse à la baleine , car il y avait autrefois des stations de baleinières au niveau de ce cap.